# Бечич, Алекса
Алекса Бечич (черног. Алекса Бечић; 4 августа 1987, Цетине, СФРЮ) — черногорский политический деятель. Является основателем и нынешним президентом центристской политической партии «Демократическая Черногория». Вице-премьер по вопросам безопасности, внутренней и внешней политики и европейским делам с 31 октября 2023 года. В прошлом — спикер парламента Черногории (с 23 сентября 2020 года по 7 февраля 2022 года).

## Биография
Бечич родился в Цетинье, старой королевской столице Черногории, в то время входившей в состав Социалистической Республики Черногория СФР Югославия. После окончания начальной и средней школы экономики в Подгорице Бечич окончил экономический факультет Университета Черногории. В 2014 году получил степень магистра.

## Политическая карьера
Он возглавил список избирателей Социалистической народной партии на местных выборах в Подгорице в мае 2014 года под лозунгом «Молодость, мудрость и отвага». В 2015 году он стал одним из основателей Демократической партии Черногории, когда фракция Социалистической народной партии Черногории перешла на сторону политической партии и сформировала новый политический субъект, представленный двумя депутатами в парламенте Черногории. Вновь созданная партия самостоятельно баллотировалась на парламентских выборах 2016 года под лозунгом «Победы, а не расколы» увеличила количество депутатов с 2 до 9 и стала одной из основных оппозиционных партий в парламенте Черногории.
В 2020 году Бечич возглавил центристский избирательный список «Мир — наша нация» на парламентских выборах в августе, заключив союз с ДЕМОС Миодрага Лекича, а также с некоторыми второстепенными партиями и независимыми политиками, такими как Владимир Павичевич, бывший лидер либеральной партии Черногорская. Коалиция в итоге получила 10 мест, 9 из которых достались демократам Бечича.
31 октября 2023 года назначен вице-премьером по вопросам безопасности, внутренней и внешней политики и европейским делам в правительстве во главе с Милойко Спаичем.

### Обвинения в плагиате
В 2018 году Бечич столкнулся с пристальным вниманием общественности, поскольку исследование, проведенное НПО Центр общественной честности, обвинило его в плагиате значительных частей его магистерской диссертации из различных онлайн-источников. Бечич неоднократно отрицал эти обвинения, называя это скоординированной клеветнической кампанией, совместно проводимой частями ДФ и правящей ДПС.